# Kurjá-Murjá
Kurjá-Murjá (arabsky جزر خوريا موريا‎) jsou ostrovy v Arabském moři, ve stejnojmenné zátoce jihovýchodně od Ománu, jemuž náleží. Leží 40 kilometrů od nejbližší pevniny a jsou součástí guvernorátu Dafár. Ostrovů je celkem pět o celkové rozloze 73 km².